# Kathragrub

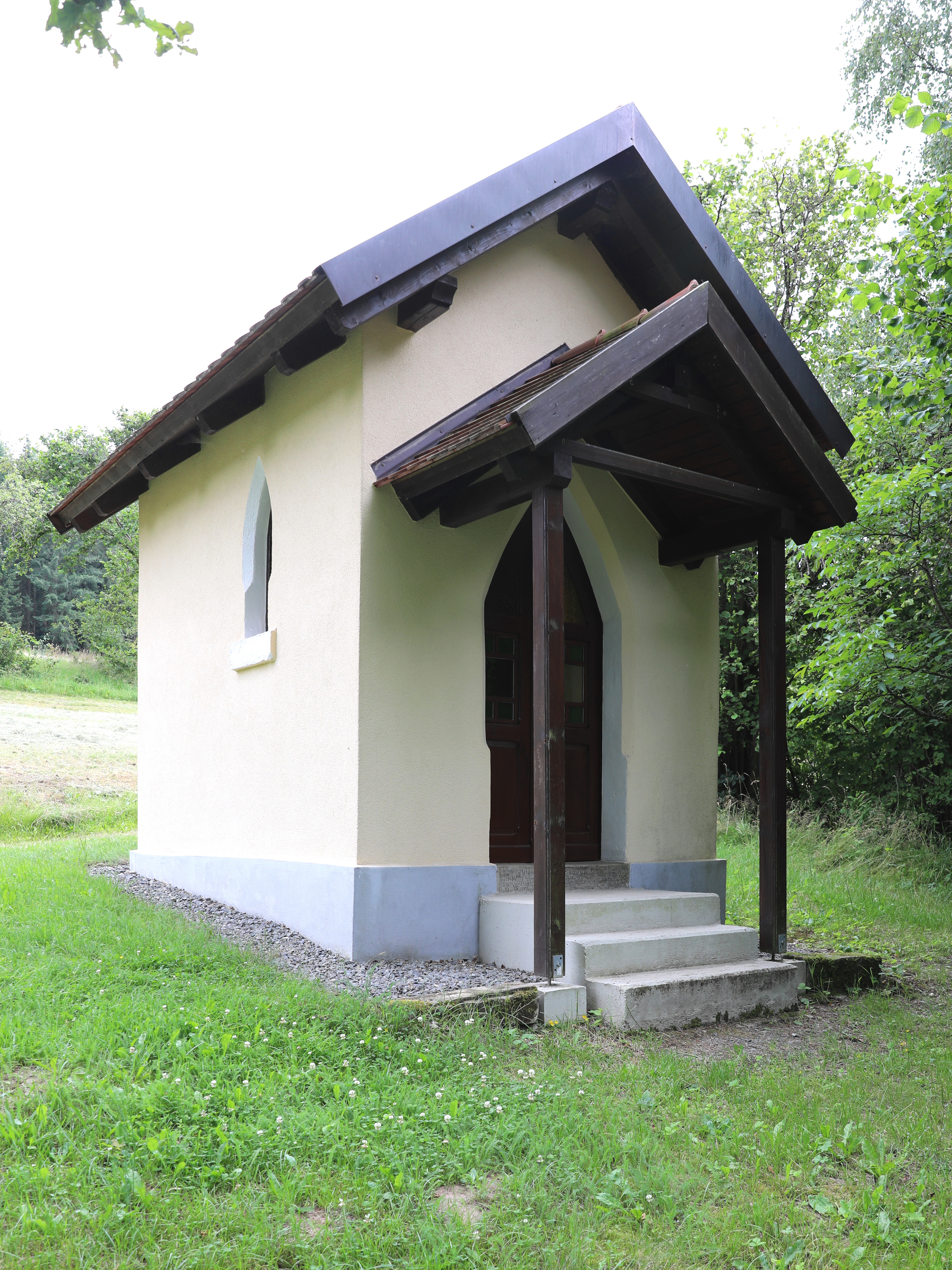
Marienkapelle

Kathragrub ist ein Gemeindeteil der Kreisstadt Kronach im Landkreis Kronach (Oberfranken, Bayern).

## Geographie
Die Einöde ist allseits von bewaldeten Anhöhen umgeben. Sie liegt am Erlesbach (im Unterlauf Geiersbächlein genannt), einem rechten Zufluss der Haßlach. Ein Anliegerweg führt nach Knellendorf (1,6 km westlich).

## Geschichte
Am 19. Mai 1632, während des Dreißigjährigen Krieges, wurde Kathragrub von (protestantischen) „Culmachischen Völkern“ abgebrannt.
Gegen Ende des 18. Jahrhunderts bestand Kathragrub aus 2 Anwesen. Das Hochgericht übte das bambergische Centamt Kronach aus. Grundherr der beiden Halbhöfe war das Kloster Langheim.
Mit dem Gemeindeedikt wurde Bierberg dem 1808 gebildeten Steuerdistrikt Gundelsdorf und der 1818 gebildeten Ruralgemeinde Knellendorf zugewiesen. Am 1. Juli 1971 wurde Kathragrub im Zuge der Gebietsreform in Bayern in Kronach eingegliedert.

### Baudenkmäler
- Haus Nr. 3: Bauernhof
- Marienkapelle

### Einwohnerentwicklung
| Jahr      | 001818 | 001824 | 001861 | 001871 | 001885 | 001900 | 001925 | 001950 | 001961 | 001970 | 001987 |
| Einwohner | 22     | 27     | 15     | 15     | 24     | 12     | 14     | 37     | 22     | 12     | 9      |
| Häuser    | 2      |        |        |        | 4      | 4      | 2      | 3      | 3      |        | 2      |
| Quelle    | [ 6 ]  | [ 8 ]  | [ 9 ]  | [ 10 ] | [ 11 ] | [ 12 ] | [ 13 ] | [ 14 ] | [ 15 ] | [ 16 ] | [ 1 ]  |

## Religion
Der Ort ist römisch-katholisch geprägt und nach St. Johannes der Täufer in Kronach gepfarrt.